# Aeroporto Internacional Las Américas
O Aeroporto Internacional Las Américas Dr. José Francisco Peña Gómez (IATA: SDQ, ICAO: MDSD) é um aeroporto internacional localizado em Punta Caucedo e que serve principalmente Santo Domingo, capital da República Dominicana, sendo o segundo principal terminal aéreo do país, já que ocupa o primeiro lugar em fluxo de passageiros regulares do país. Além disso é a base da linha aéreas Pawa Dominicana e um dos hubs de Air Dominicana.

## Companhais Aéreas e Destinos
Linhas aéreas que operam desde este aeroporto:
| Linhas Aéreas                   | Destinos                                                                     |
| ------------------------------- | ---------------------------------------------------------------------------- |
| AeroCaribbean                   | Santiago de Cuba                                                             |
| Aeroméxico                      | Cidade do México                                                             |
| Air Caraïbes                    | Fort-de-France, Paris, Pointe-à-Pitre, Porto Príncipe                        |
| Air Dominicana                  | Miami, Nova Iorque                                                           |
| Air Europa                      | Madri                                                                        |
| Air France                      | Fort-de-France, Paris                                                        |
| American Airlines               | Boston, Miami, Nova Iorque, San Juan                                         |
| American Eagle                  | San Juan                                                                     |
| Aruba Airlines                  | Willemstad                                                                   |
| Aserca Airlines                 | Oranjestad, Caracas, Curaçao                                                 |
| Avianca                         | Bogotá                                                                       |
| Condor                          | Frankfurt, San José                                                          |
| Continental Airlines            | Newark                                                                       |
| Copa Airlines                   | Cidade do Panamá                                                             |
| Cubana de Aviación              | Havana                                                                       |
| Delta Air Lines                 | Atlanta, Nova Iorque                                                         |
| Dutch Antilles Express          | Philipsburg                                                                  |
| Gol Linhas Aéreas Inteligentes  | São Paulo, Rio de Janeiro, Brasília, Fortaleza                               |
| Iberia LAE                      | Madri                                                                        |
| Insel Air                       | Philipsburg, Sint Maarten                                                    |
| InterCaribbean Airways          | Antigua                                                                      |
| JetBlue                         | Boston, Fort Lauderdale, Nova Iorque, Orlando, San Juan                      |
| Laser Airlines                  | La Fria, Oranjestad                                                          |
| Liat                            | Antigua                                                                      |
| MyAir                           | Oranjestard, Sint Maarten                                                    |
| Pan Am World Airways Dominicana | Aguadilla, Havana, Ponce, Porto Príncipe, San Juan, Sint Maarten, Willemstad |
| Rutaca Airlines                 | Willemstad                                                                   |
| Seaborne Airlines               | San Juan                                                                     |
| Spirit Airlines                 | Fort Lauderdale                                                              |
| TACA                            | San José                                                                     |
| TACA Peru                       | Lima                                                                         |
| United Airlines                 | Nova Iorque (JFK)                                                            |
| US Airways                      | Filadélfia                                                                   |

Voos charters frequentes são recebidos do Aeroporto Internacional Lester Bird, em Toronto; o Gatwick de Londres, Malpensa de Milão, também oferece voos charters frequentes a Amsterdam, Manchester, Montreal e Roma. Atualmente é a maior estação aérea em quanto a tamanho territorial e facilidades do país, igualmente o maior recebedor de voos regulares e de cargas, e segundo em chegadas totais de passageiros e aeronaves, atrás do de Punta Cana. A linha aérea que mais voos opera no A.I.L.A. é a American Airlines e sua afiliada American Eagle, seguida pela Jetblue, Copa Airlines, Pawa, Spirit Airlines, Delta Airlines, Continental Airlines e Iberia.

## Cargas
| Companhias             | Destinos          |
| ---------------------- | ----------------- |
| AeroLogic              | Pointe-a-Pitre    |
| Amerijet International | Miami, Punta Cana |